# (39618) 1994 LT
(39618) 1994 LT est un objet de la ceinture principale d'astéroïdes intérieure découvert en 1994.

## Description
(39618) 1994 LT a été découvert le 12 juin 1994 à l'observatoire de Siding Spring, situé près de Coonabarabran, en Nouvelle-Galles du Sud, en Australie, par Robert H. McNaught.

### Caractéristiques orbitales
L'orbite de cet astéroïde est caractérisée par un demi-grand axe de 1,93 ua, un périhélie de 1,75 ua, une excentricité de 0,010 et une inclinaison de 23,37° par rapport à l'écliptique. Du fait de ces caractéristiques, à savoir un demi-grand axe inférieur à 2 ua et un périhélie supérieur à 1,666 ua, il est classé, selon la JPL Small-Body Database, objet de la ceinture principale d'astéroïdes intérieure.

### Caractéristiques physiques
(39618) 1994 LT a une magnitude absolue (H) de 15,4 et un albédo estimé à 0,336.